# Organofosfaat-bestrijdingsmiddel

Organofosfaat

Een organofosfaat-bestrijdingsmiddel is een pesticide op basis van organofosforverbindingen. Het breekt het enzym cholinesterase af, waardoor er een ophoping van de neurotransmitter acetylcholine ontstaat.
De meeste organofosfaat-bestrijdingsmiddelen zijn insecticiden. Hun effect op insecten en de mens werd pas in 1932 ontdekt. In de jaren 1930 werden in Duitsland zenuwgassen op basis van organofosfaten uitgevonden en in de Tweede Wereldoorlog door diverse landen verder ontwikkeld als chemisch wapen. Groot-Brittannië produceerde in de vroege jaren vijftig bijvoorbeeld het zenuwgas VX. Later ontwikkelde Duitsland organofosfaat-bestrijdingsmiddelen.
Organofosfaten zijn niet persistent en daarom op lange termijn voor het milieu relatief onschadelijk. Voor waterdieren vormen ze echter wel een direct gevaar. In het lichaam zijn ze extreem giftig en in bepaalde doses dodelijk, vooral bij jonge kinderen. De stoffen beïnvloeden de neurale functies, in het bijzonder van de hersenen. Bij mensen geeft vergiftiging hoofdpijn, kramp, slecht zicht en bewusteloosheid. Deze symptomen kunnen lang, tot enige maanden, aanhouden. Het kan opgenomen worden door de huid, door het in te ademen of via orale weg.

## Voorbeelden van bestrijdingsmiddelen
- Acefaat
- Azinfos-methyl
- Chloorvenvinfos
- Chloorpyrifos
- Diazinon
- Dichlofenthion
- Dichloorvos
- Dimethoaat
- Etrimfos
- Fenitrothion
- Fonofos
- Fosfamidon
- Foxim
- Heptenofos
- Malathion
- Methammidofos
- Methidathion
- Mevinfos
- Omethoaat
- Oxydemeton-methyl
- Parathion
- Parathion-methyl
- Pirimifos-methyl
- Pyrazofos
- Temefos
- Triometon
- Triazofos
- Trichloorfon
- Vamidothion